# Susie Lee
Suzanne Marie Kelley Lee, née le 7 novembre 1966 à Canton dans l'Ohio, est une femme politique américaine, membre du Parti démocrate. 
En 2018, elle remporte l'élection à la Chambre des représentants dans le troisième district congressionnel du Nevada face au candidat du parti républicain Danny Tarkanian (en) avec 51,9 % des voix,.